# The Wrong Paris
The Wrong Paris ist ein US-amerikanischer Spielfilm aus dem Jahr 2025 von Regisseurin Janeen Damian nach einem Drehbuch von Nicole Henrich mit Miranda Cosgrove und Pierson Fode in den Hauptrollen.

## Handlung
Dawn versucht ihrer texanischen Heimatstadt zu entkommen und wird an einer Kunsthochschule in Paris in Frankreich angenommen. Allerdings fehlen ihr die finanziellen Mittel, um die Reise- und Lebenshaltungskosten abzudecken.
Ihre Freundin Lexi Miller schlägt ihr daher vor, für die Teilnahme an einer Dating-Show ähnlich dem Format Der Bachelor in Paris vorzusprechen. Es stellt sich aber heraus, dass die Show in Paris im US-Bundesstaat Texas spielt.
Dawn ist damit Kandidatin in einer Reality-Show, die 30 Minuten von ihrer Heimatstadt entfernt verortet ist. Sie versucht zunächst, die Show zu verlassen. Allerdings entwickelt sich eine echte Romanze mit Trey, dem Protagonisten der Show.

## Produktion und Hintergrund
Der Film wurde von Brad Krevoy Television und der Motion Pictures Corp of America (MPCA) produziert, als Produzenten fungierten Michael Damian und Brad Krevoy. Dreharbeiten fanden im September und Oktober 2024 in Kanada statt, gedreht wurde in Vancouver sowie in Agassiz in British Columbia.
Die Kamera führte Graham Robbins, die Musik schrieb Nathan Lanier und die Montage verantwortete Scott Hill. Das Szenenbild gestaltete Brian Kane und das Kostümbild Caroline Cranstoun. Die Regisseurin hatte zuvor für Netflix Falling for Christmas (2022) und Irish Wish (2024) inszeniert.
Auf Netflix soll der Film am 12. September 2025 veröffentlicht werden.